# Dánia az 1964. évi nyári olimpiai játékokon
Dánia a japán Tokióban megrendezett 1964. évi nyári olimpiai játékok egyik részt vevő nemzete volt. Az országot az olimpián 10 sportágban 60 sportoló képviselte, akik összesen 6 érmet szereztek.

## Érmesek
| Érem  | Versenyző                                           | Sportág      | Versenyszám                    |
| ----- | --------------------------------------------------- | ------------ | ------------------------------ |
| Arany | John Hansen Bjørn Hasløv Kurt Helmudt Erik Petersen | Evezés       | Férfi kormányos nélküli négyes |
| Arany | Ole Berntsen Christian von Bülow Ole Poulsen        | Vitorlázás   | Sárkányhajó                    |
| Ezüst | Kjell Rodian                                        | Kerékpározás | Férfi mezőnyverseny            |
| Bronz | Peer Nielsen John Sørensen                          | Kajak-kenu   | Férfi kenu kettes 1000 m       |
| Bronz | Preben Isaksson                                     | Kerékpározás | Férfi egyéni üldözőverseny     |
| Bronz | Henning Wind                                        | Vitorlázás   | Finn dingi                     |

## Atlétika
Férfi
| Versenyző        | Versenyszám     | Előfutam | Előfutam | Előfutam | Döntő   | Döntő    |
| Versenyző        | Versenyszám     | Idő      | Hely.    | Össz.    | Idő     | Helyezés |
| ---------------- | --------------- | -------- | -------- | -------- | ------- | -------- |
| Jørgen Dam       | 5000 m          | 14:20,4  | 10.      | 31.      | kiesett | kiesett  |
| Tommy Kristensen | 20 km gyaloglás |          |          |          | 1:35:30 | 14.      |

Női
| Versenyző      | Versenyszám | Előfutam | Előfutam | Előfutam | Elődöntő | Elődöntő | Elődöntő | Döntő   | Döntő    |
| Versenyző      | Versenyszám | Idő      | Hely.    | Össz.    | Idő      | Hely.    | Össz.    | Idő     | Helyezés |
| -------------- | ----------- | -------- | -------- | -------- | -------- | -------- | -------- | ------- | -------- |
| Jette Andersen | 800 m       | 2:15,2   | 7.       | 19.      | kiesett  | kiesett  | kiesett  | kiesett | kiesett  |

| Versenyző   | Versenyszám | Selejtező | Selejtező | Döntő    | Döntő    |
| Versenyző   | Versenyszám | Eredmény  | Helyezés  | Eredmény | Helyezés |
| ----------- | ----------- | --------- | --------- | -------- | -------- |
| Nina Hansen | Távolugrás  | 589 cm    | 20.       | kiesett  | kiesett  |

| Versenyző   | Versenyszám | 80 m gát | 80 m gát | Súlylökés | Súlylökés | Magasugrás | Magasugrás | Távolugrás | Távolugrás | 200 m | 200 m | Végeredmény | Végeredmény |
| Versenyző   | Versenyszám | Idő      | Pont     | Eredmény  | Pont      | Eredmény   | Pont       | Eredmény   | Pont       | Idő   | Pont  | Pont        | Helyezés    |
| ----------- | ----------- | -------- | -------- | --------- | --------- | ---------- | ---------- | ---------- | ---------- | ----- | ----- | ----------- | ----------- |
| Nina Hansen | Ötpróba     | 11,1     | 1027     | 11,26 m   | 804       | 154 cm     | 880        | 627 cm     | 1049       | 25,9  | 851   | 4611        | 9.          |

## Birkózás
Kötöttfogású
| Versenyző        | Versenyszám | 1. forduló                     | 2. forduló                       | 3. forduló                   | 4. forduló                       | 5. forduló        | Döntő             | Helyezés    |
| Versenyző        | Versenyszám | Ellenfél Eredmény              | Ellenfél Eredmény                | Ellenfél Eredmény            | Ellenfél Eredmény                | Ellenfél Eredmény | Ellenfél Eredmény | Helyezés    |
| ---------------- | ----------- | ------------------------------ | -------------------------------- | ---------------------------- | -------------------------------- | ----------------- | ----------------- | ----------- |
| Jørgen Jensen    | 52 kg       | Dumitru Pîrvulescu (ROU) · 3-1 | Angel Kerezov (BUL) · 3-1        | kiesett                      | kiesett                          |                   | kiesett           | helyezetlen |
| Svend Skrydstrup | 63 kg       | Müzahir Sille (TUR) · 2-2      | Rubén Leibovich (ARG) · kizárták | Roman Rurua (URS) · 3-1      | Branislav Martinović (YUG) · 3-1 | kiesett           | kiesett           | helyezetlen |
| Kurt Madsen      | 70 kg       | Rune Johnsson (SWE) · 3-1      | Wahid Ullah Zaid (AFG) · 1-3     | Fudzsita Tokuaki (JPN) · 3-1 | kiesett                          | kiesett           | kiesett           | helyezetlen |

## Evezés
| Versenyző                                                                       | Versenyszám              | Előfutam | Előfutam | Vigaszág | Vigaszág | Döntő   | Döntő   | Döntő   | Helyezés    |
| Versenyző                                                                       | Versenyszám              | Idő      | Hely.    | Idő      | Hely.    | Típus   | Idő     | Hely.   | Helyezés    |
| ------------------------------------------------------------------------------- | ------------------------ | -------- | -------- | -------- | -------- | ------- | ------- | ------- | ----------- |
| Peter Fich Christiansen Hans Jørgen Boye                                        | Kormányos nélküli kettes | 7:22,01  | 2.       | 7:31,11  | 1.       | A       | 7:48,13 | 5.      | 5.          |
| Jens Berendt Jensen Knud Nielsen Niels Olsen (kormányos)                        | Kormányos kettes         | 8:08,98  | 3.       | 7:39,39  | 4.       | kiesett | kiesett | kiesett | helyezetlen |
| John Hansen Erik Petersen Kurt Helmudt Bjørn Hasløv                             | Kormányos nélküli négyes | 6:51,78  | 1.       | erőnyerő | erőnyerő | A       | 6:59,30 | 1.      |             |
| Niels Nielsen Poul Erik Nielsen Ole Paustian Tom Hinsby Bent Larsen (kormányos) | Kormányos négyes         | 7:04,48  | 5.       | 7:12,45  | 2.       | B       | 6:52,83 | 5.      | 11.         |

## Kajak-kenu
Férfi
| Versenyző                        | Versenyszám         | Előfutam | Előfutam | Vigaszág | Vigaszág | Elődöntő | Elődöntő | Döntő   | Döntő    |
| Versenyző                        | Versenyszám         | Idő      | Hely.    | Idő      | Hely.    | Idő      | Hely.    | Idő     | Helyezés |
| -------------------------------- | ------------------- | -------- | -------- | -------- | -------- | -------- | -------- | ------- | -------- |
| Erik Hansen                      | Kajak egyes 1000 m  | 4:00,58  | 1.       | erőnyerő | erőnyerő | 4:03,00  | 1.       | 4:04,48 | 7.       |
| Preben Jensen Hans-Viggo Knudsen | Kajak kettes 1000 m | 3:47,01  | 5.       | 3:51,43  | 2.       | 3:51,20  | 2.       | 3:47,31 | 9.       |
| Peer Nielsen John Sørensen       | Kenu kettes 1000 m  | 4:11,34  | 3.       | erőnyerő | erőnyerő |          |          | 4:07,48 |          |

Női
| Versenyző                                 | Versenyszám        | Előfutam | Előfutam | Vigaszág | Vigaszág | Döntő   | Döntő    |
| Versenyző                                 | Versenyszám        | Idő      | Hely.    | Idő      | Hely.    | Idő     | Helyezés |
| ----------------------------------------- | ------------------ | -------- | -------- | -------- | -------- | ------- | -------- |
| Birthe Lindskov Hansen                    | Kajak egyes 500 m  | 2:14,02  | 6.       | 2:15,28  | 3.       | 2:18,21 | 9.       |
| Birthe Lindskov Hansen Anni Werner-Hansen | Kajak kettes 500 m | 1:58,99  | 1.       | erőnyerő | erőnyerő | 2:00,88 | 5.       |

## Kerékpározás

### Országúti kerékpározás
| Versenyző                                                                | Versenyszám     | Idő                   | Helyezés |
| ------------------------------------------------------------------------ | --------------- | --------------------- | -------- |
| Flemming Gleerup Hansen                                                  | Mezőnyverseny   | 4:39:51,74 (+0:00,11) | 21.      |
| Ole Højlund Pedersen                                                     | Mezőnyverseny   | 4:39:51,74 (+0:00,11) | 15.      |
| Ole Ritter                                                               | Mezőnyverseny   | 4:39:51,83 (+0:00,20) | 74.      |
| Kjell Rodian                                                             | Mezőnyverseny   | 4:39:51,65 (+0:00,02) |          |
| Flemming Gleerup Hansen Ole Højlund Pedersen Henning Petersen Ole Ritter | Csapat időfutam | 2:29:10,33 (+2:39,14) | 7.       |

### Pálya-kerékpározás
Sprintverseny
| Versenyző      | Versenyszám  | 1. forduló                                              | 1. forduló | Vigaszág selejtező                             | Vigaszág selejtező | Vigaszág döntő                  | Vigaszág döntő | Nyolcaddöntő                                               | Nyolcaddöntő | Vigaszág selejtező                                           | Vigaszág selejtező | Vigaszág döntő       | Vigaszág döntő | Negyeddöntő          | Elődöntő             | Döntő                | Helyezés    |
| Versenyző      | Versenyszám  | Ellenfelek Győztes idő                                  | Hely.      | Ellenfelek Győztes idő                         | Hely.              | Ellenfél Győztes idő            | Hely.          | Ellenfelek Győztes idő                                     | Hely.        | Ellenfelek Győztes idő                                       | Hely.              | Ellenfél Győztes idő | Hely.          | Ellenfél Győztes idő | Ellenfél Győztes idő | Ellenfél Győztes idő | Helyezés    |
| -------------- | ------------ | ------------------------------------------------------- | ---------- | ---------------------------------------------- | ------------------ | ------------------------------- | -------------- | ---------------------------------------------------------- | ------------ | ------------------------------------------------------------ | ------------------ | -------------------- | -------------- | -------------------- | -------------------- | -------------------- | ----------- |
| Niels Fredborg | Férfi egyéni | Ulrich Schillinger (EUA) · Kavacsi Cujosi (JPN) · 12,60 | 2.         | Alan Grieco (USA) · José Mercado (MEX) · 12,31 | 1.                 | Tan Thol (CAM) · 12,25          | 1.             | Daniel Morelon (FRA) · Karl Barton (GBR) · 11,93           | 2.           | Giovanni Pettenella (ITA) · Ulrich Schillinger (EUA) · 12,06 | 3.                 | kiesett              | kiesett        | kiesett              | kiesett              | kiesett              | helyezetlen |
| Peder Pedersen | Férfi egyéni | Omar Phakadze (URS) · Willi Fuggerer (EUA) · 12,26      | 3.         | Muhammad Hafeez (PAK) · 11,61                  | 1.                 | Piet van der Touw (NED) · 11,91 | 1.             | Sergio Bianchetto (ITA) · Ulrich Schillinger (EUA) · 11,83 | 2.           | Valery Khitrov (URS) · Ivan Kučírek (TCH) · 11,45            | 3.                 | kiesett              | kiesett        | kiesett              | kiesett              | kiesett              | helyezetlen |

Időfutam
| Versenyző              | Versenyszám  | Idő     | Helyezés |
| ---------------------- | ------------ | ------- | -------- |
| Jan Ingstrup-Mikkelsen | Férfi egyéni | 1:12,03 | 11.      |

Tandem
| Versenyző                          | Versenyszám     | 1. forduló                                                           | Vigaszág selejtező                                              | Vigaszág selejtező | Vigaszág döntő                                                                                                 | Vigaszág döntő | Negyeddöntő                                                           | Elődöntő             | Döntő                | Helyezés |
| Versenyző                          | Versenyszám     | Ellenfél Győztes idő                                                 | Ellenfél Győztes idő                                            | Hely.              | Ellenfelek Győztes idő                                                                                         | Hely.          | Ellenfél Győztes idő                                                  | Ellenfél Győztes idő | Ellenfél Győztes idő | Helyezés |
| ---------------------------------- | --------------- | -------------------------------------------------------------------- | --------------------------------------------------------------- | ------------------ | --- | -------------- | --------------------------------------------------------------------- | -------------------- | -------------------- | -------- |
| Niels Fredborg Per Sarto Jørgensen | Férfi kétüléses | Egyesült Német Csapat (EUA) · Willi Fuggerer · Klaus Kobusch · 11,18 | Nagy-Britannia (GBR) · Karl Barton · Christopher Church · 11,03 | 1.                 | Csehszlovákia (TCH) · Karel Paar · Karel Štark · Franciaország (FRA) · Daniel Morelon · Pierre Trentin · 10,82 | 2.             | Olaszország (ITA) · Angelo Damiano · Sergio Bianchetto · 10,67, 10,84 | kiesett              | kiesett              | 5.       |

Üldözőversenyek
| Versenyző                                                         | Versenyszám  | Selejtező                                                                                | Selejtező | Selejtező | Negyeddöntő                                                                                              | Negyeddöntő | Negyeddöntő | Elődöntő                   | Elődöntő  | Elődöntő | Döntő                                        | Döntő     | Helyezés |
| Versenyző                                                         | Versenyszám  | Ellenfél Idő                                                                             | Saját idő | Hely.     | Ellenfél Idő                                                                                             | Saját idő   | Hely.       | Ellenfél Idő               | Saját idő | Hely.    | Ellenfél Idő                                 | Saját idő | Helyezés |
| ----------------------------------------------------------------- | ------------ | ---------------------------------------------------------------------------------------- | --------- | --------- | --- | ----------- | ----------- | -------------------------- | --------- | -------- | -------------------------------------------- | --------- | -------- |
| Preben Isaksson                                                   | Férfi egyéni | Rubén Etchebarne (URU) · 5:17,11                                                         | 5:01,88   | 1.        | Hugh Porter (GBR) · 5:04,66                                                                              | 5:01,13     | 1.          | Jiří Daler (TCH) · 4:59,97 | 5:02,23   | 2.       | Bronzmérkőzés · Tiemen Groen (NED) · 5:04,21 | 5:01,90   |          |
| Bent Hansen Jan Ingstrup-Mikkelsen Preben Isaksson Kurt vid Stein | Férfi csapat | Csehszlovákia (TCH) · Jiří Daler · Antonín Kříž · Jiří Pecka · František Řezáč · 4:47,04 | 4:46,97   | 1.        | Egyesült Német Csapat (EUA) · Lothar Claesges · Karl Heinz Henrichs · Karl Link · Ernst Streng · 4:36,98 | 4:43,58     | 2.          | kiesett                    | kiesett   | kiesett  | kiesett                                      | kiesett   | 5.       |

## Műugrás
Férfi
| Versenyző       | Versenyszám        | Selejtező | Selejtező | Döntő   | Döntő    |
| Versenyző       | Versenyszám        | Pont      | Helyezés  | Pont    | Helyezés |
| --------------- | ------------------ | --------- | --------- | ------- | -------- |
| Søren Svejstrup | Egyéni toronyugrás | 85,36     | 20.       | kiesett | kiesett  |

Női
| Versenyző     | Versenyszám        | Selejtező | Selejtező | Döntő   | Döntő    |
| Versenyző     | Versenyszám        | Pont      | Helyezés  | Pont    | Helyezés |
| ------------- | ------------------ | --------- | --------- | ------- | -------- |
| Kirsten Velin | Egyéni toronyugrás | 43,85     | 17.       | kiesett | kiesett  |

## Ökölvívás
| Versenyző          | Versenyszám   | Selejtező         | 32-es főtábla                     | Nyolcaddöntő              | Negyeddöntő                | Elődöntő          | Döntő             | Helyezés |
| Versenyző          | Versenyszám   | Ellenfél Eredmény | Ellenfél Eredmény                 | Ellenfél Eredmény         | Ellenfél Eredmény          | Ellenfél Eredmény | Ellenfél Eredmény | Helyezés |
| ------------------ | ------------- | ----------------- | --------------------------------- | ------------------------- | -------------------------- | ----------------- | ----------------- | -------- |
| Børge Krogh        | Könnyűsúly    | erőnyerő          | Rodolfo Arpon (PHI) · 1-4         | kiesett                   | kiesett                    | kiesett           | kiesett           | 17.      |
| Preben Rasmussen   | Kisváltósúly  | erőnyerő          | Eddie Blay (GHA) · 0-5            | kiesett                   | kiesett                    | kiesett           | kiesett           | 17.      |
| Hans-Erik Pedersen | Váltósúly     |                   | Boniface Hie Toh (CIV) · kizárták | Issaka Daboré (NIG) · RSC | kiesett                    | kiesett           | kiesett           | 9.       |
| Tom Bogs           | Nagyváltósúly |                   | erőnyerő                          | Chen Bai-Sun (ROC) · RSC  | Nojim Maiyegun (NGR) · RSC | kiesett           | kiesett           | 5.       |

## Sportlövészet
Férfi
| Versenyző        | Versenyszám           | Pont | Helyezés |
| ---------------- | --------------------- | ---- | -------- |
| Ole Hviid Jensen | Sportpuska, fekvő     | 592  | 12.      |
| Ole Hviid Jensen | Sportpuska, összetett | 1139 | 14.      |
| Niels Petersen   | Sportpuska, összetett | 1140 | 13.      |
| Niels Petersen   | Sportpuska, fekvő     | 588  | 29.      |

## Úszás
Férfi
| Versenyző         | Versenyszám | Előfutam | Előfutam | Előfutam | Elődöntő | Elődöntő | Elődöntő | Döntő   | Döntő    |
| Versenyző         | Versenyszám | Idő      | Hely.    | Össz.    | Idő      | Hely.    | Össz.    | Idő     | Helyezés |
| ----------------- | ----------- | -------- | -------- | -------- | -------- | -------- | -------- | ------- | -------- |
| Lars Kraus Jensen | 200 m hát   | 2:23,3   | 5.       | 25.      | kiesett  | kiesett  | kiesett  | kiesett | kiesett  |

Női
| Versenyző                | Versenyszám  | Előfutam | Előfutam | Előfutam | Elődöntő | Elődöntő | Elődöntő | Döntő   | Döntő    |
| Versenyző                | Versenyszám  | Idő      | Hely.    | Össz.    | Idő      | Hely.    | Össz.    | Idő     | Helyezés |
| ------------------------ | ------------ | -------- | -------- | -------- | -------- | -------- | -------- | ------- | -------- |
| Kirsten Strange-Campbell | 100 m gyors  | 1:05,3   | 4.       | 30.      | kiesett  | kiesett  | kiesett  | kiesett | kiesett  |
| Kirsten Strange-Campbell | 400 m vegyes | 5:44,4   | 5.       | 16.      |          |          |          | kiesett | kiesett  |
| Kirsten Michaelsen       | 100 m hát    | 1:11,2   | 4.       | 11.      |          |          |          | kiesett | kiesett  |

## Vitorlázás
Nyílt
| Versenyző                                       | Versenyszám     | Futam | Futam | Futam | Futam | Futam | Futam | Futam | Pontszám | Helyezés |
| Versenyző                                       | Versenyszám     | 1     | 2     | 3     | 4     | 5     | 6     | 7     | Pontszám | Helyezés |
| ----------------------------------------------- | --------------- | ----- | ----- | ----- | ----- | ----- | ----- | ----- | -------- | -------- |
| Henning Wind                                    | Finn dingi      | 473   | (318) | 1142  | 1017  | 1318  | 1620  | 620   | 6190     |          |
| Hans Fogh Ole Erik Petersen                     | Repülő hollandi | 645   | (101) | 821   | 1423  | 724   | 309   | 578   | 4500     | 4.       |
| William Berntsen Per Holm Carl Christian Lassen | 5,5 méteres     | 578   | 432   | 198   | 277   | 374   | (163) | 236   | 2095     | 12.      |
| Ole Berntsen Christian von Bülow Ole Poulsen    | Sárkányhajó     | 1463  | (259) | 861   | 463   | 986   | 1463  | 618   | 5854     |          |